# Energitjek
Energitjek er en gennemgang af bolig eller anden opvarmet bygning med henblik på at finde rentable energibesparelser. EnergiTjek er energirådgivning uden skriftlig rapport. Efter gennemgangen af boligen får bygningsejeren et mundtligt overblik over de forskellige muligheder for at nedsætte og/eller omlægge energiforbruget. 
Besparelsesmulighederne prioriteres i forhold til effekt på energiudgifterne og den nødvendige investering for at realisere besparelserne.